# Dominicaanse Republiek op de Olympische Zomerspelen 2012
De Dominicaanse Republiek nam deel aan de Olympische Zomerspelen 2012 in Londen, Verenigd Koninkrijk.

## Medailleoverzicht
| Sport    | Olympiër        | Onderdeel        | Medaille |
| -------- | --------------- | ---------------- | -------- |
| Atletiek | Félix Sánchez   | 400 m horden (m) | Goud     |
| Atletiek | Luguelín Santos | 400 m (m)        | Zilver   |

## Deelnemers en resultaten
(m) = mannen, (v) = vrouwen 

### Atletiek
| Olympiër                                                                              | Onderdeel       | Resultaat | Prestatie                                                                  |
| ------------------------------------------------------------------------------------- | --------------- | --------- | -------------------------------------------------------------------------- |
| Carlos Jorge                                                                          | 200m (m)        | 42e       | serie 2: 6de in 21,02                                                      |
| Luguelín Santos                                                                       | 400m (m)        | Zilver    | serie 1: 1ste in 45,04 halve finale 3: 1ste in 44,78 finale: 2de in 44,46  |
| Wander Cuevas                                                                         | 400m horden (m) | 29e       | serie 2: 6de in 50,15                                                      |
| Félix Sánchez                                                                         | 400m horden (m) | Goud      | serie 6: 1ste in 49,24 halve finale 1: 1ste in 47,76 finale: 1ste in 47,63 |
| Gustavo Cuesta Joel Mejía Arismendy Peguero Félix Sánchez Luguelín Santos Yon Soriano | 4x400m (m)      | DSQ       | serie 2: gediskwalificeerd                                                 |
|                                                                                       |                 |           |                                                                            |
| Mariely Sánchez                                                                       | 200m (v)        | 26e       | serie 6: 6de in 23,20                                                      |
| Raysa Sánchez                                                                         | 400m (v)        | 26e       | serie 3: 5de in 52,47                                                      |
| Lavonne Idlette                                                                       | 100m horden (v) | 35e       | serie 5: 5de in 13,60                                                      |

### Boksen
| Olympiër            | Onderdeel | Resultaat | Prestatie                                                                  |
| ------------------- | --------- | --------- | -------------------------------------------------------------------------- |
| William Encarnación | -56kg (m) | 9e        | 1ste ronde: W van GAB Lemboumba: 15-6 2de ronde: V van ALG Ouadahi: 10-16  |
| Wellington Arias    | -60kg (m) | 9e        | 1ste ronde: W van COL Marriaga: 17-8 2de ronde: V van UKR Lomachenko: 3-15 |
| Junior Castillo     | -75kg (m) | 17e       | 1ste ronde: V van GBR Ogogo: 6-13                                          |

### Gewichtheffen
| Olympiër           | Onderdeel | Resultaat | Prestatie                                                 |
| ------------------ | --------- | --------- | --------------------------------------------------------- |
| Beatriz Pirón      | -48kg (v) | 9e        | trekken: 7de met 77kg stoten: 11de met 90kg totaal: 167kg |
| Yuderqui Contreras | -53kg (v) | DNF       | trekken: geen geldige poging                              |

### Gymnastiek
| Olympiër     | Onderdeel  | Resultaat | Prestatie                                                         |
| ------------ | ---------- | --------- | ----------------------------------------------------------------- |
| Yamilet Peña | vloer (v)  | 72e       | kwalificatie: 72ste met 12,300 punten                             |
| Yamilet Peña | sprong (v) | 6e        | kwalificatie: 5de met 14,699 punten finale: 6de met 14,516 punten |

### Judo
| Olympiër     | Onderdeel | Resultaat | Prestatie                                           |
| ------------ | --------- | --------- | --------------------------------------------------- |
| María García | -52kg (v) | 9e        | 1ste ronde: vrij 2de ronde: V van LUX Muller: ippon |

### Schietsport
| Olympiër      | Onderdeel      | Resultaat | Prestatie                                           |
| ------------- | -------------- | --------- | --------------------------------------------------- |
| Sergio Piñero | trap (m)       | 20e       | kwalificatie: 20ste met 118 punten (25-25-25-23-23) |
| Sergio Piñero | dubbeltrap (m) | DNS       | niet gestart                                        |

### Taekwondo
| Olympiër         | Onderdeel | Resultaat | Prestatie                            |
| ---------------- | --------- | --------- | ------------------------------------ |
| Gabriel Mercedes | -58kg (m) | 9e        | 1ste ronde: V van YEM Al-Kubati: 3-8 |

### Tafeltennis
| Olympiër | Onderdeel     | Resultaat | Prestatie |
| -------- | ------------- | --------- | --- |
| Lin Ju   | enkelspel (m) | 33e       | voorronde: vrij 1ste ronde: W van PRK Kim: 4-3 (11-9, 5-11, 11-8, 6-11, 3-11, 13-11, 11-9) 2de ronde: V van POR Freitas: 0-4 (6-11, 5-11, 10-12, 3-11) |

### Volleybal
| Olympiër | Onderdeel | Resultaat | Prestatie |
| --- | --------- | --------- | --- |
| Cándida Arias Milagros Cabral Brenda Castillo Bethania de la Cruz Karla Echenique Lisvel Elisa Eve Gina Mambrú Niverka Marte Sidarka Núñez Prisilla Rivera Cindy Rondón Annerys Vargas | zaal (v)  | 5e        | groep A: 4de V van Italië: 1-3 (17-25, 25-23, 19-25, 17-25) V van Rusland: 1-3 (23-25, 15-25, 26-24, 22-25) V van Japan: 0-3 (20-25, 19-25, 23-25) W van Groot-Brittannië: 3-0 (25-9, 25-18, 25-19) W van Algerije: 3-0 (25-15, 25-16, 25-13) kwartfinale V van Verenigde Staten: 0-3 (14-25, 21-25, 22-25) |

| Groep A |                        |             |             |             |      |      |       |           |           |           |        |
| #       | Land                   | Wedstrijden | Wedstrijden | Wedstrijden | Sets | Sets | Sets  | Setpunten | Setpunten | Setpunten | Punten |
| #       | Land                   | G           | W           | V           | V    | T    | Saldo | V         | T         | Saldo     | Punten |
| 1       | Rusland                | 5           | 5           | 0           | 15   | 4    | +11   | 459       | 352       | +107      | 14     |
| 2       | Italië                 | 5           | 4           | 1           | 14   | 5    | +11   | 442       | 368       | +74       | 13     |
| 3       | Japan                  | 5           | 3           | 2           | 11   | 6    | +5    | 401       | 335       | +66       | 9      |
| 4       | Dominicaanse Republiek | 5           | 2           | 3           | 8    | 9    | -3    | 374       | 362       | -12       | 6      |
| 5       | Groot-Brittannië       | 5           | 1           | 4           | 3    | 14   | -11   | 296       | 396       | -101      | 2      |
| 6       | Algerije               | 5           | 0           | 5           | 2    | 15   | -13   | 252       | 410       | -158      | 1      |

| Ronde       | Datum  | Plaats                 | Land | Score                  | Land |
| ----------- | ------ | ---------------------- | ---- | ---------------------- | ---- |
| Groepsfase  |        |                        |      |                        |      |
| 28 juli     | Londen | Italië                 | 3-1  | Dominicaanse Republiek |      |
| 30 juli     | Londen | Dominicaanse Republiek | 1-3  | Rusland                |      |
| 1 augustus  | Londen | Dominicaanse Republiek | 0-3  | Japan                  |      |
| 3 augustus  | Londen | Groot-Brittannië       | 0-3  | Dominicaanse Republiek |      |
| 5 augustus  | Londen | Algerije               | 0-3  | Dominicaanse Republiek |      |
| Kwartfinale |        |                        |      |                        |      |
| 7 augustus  | Londen | Verenigde Staten       | 3-0  | Dominicaanse Republiek |      |

### Zwemmen
| Olympiër        | Onderdeel            | Resultaat | Prestatie                     |
| --------------- | -------------------- | --------- | ----------------------------- |
| Nicolas Schwab  | 200m vrije slag (m)  | 37e       | serie 1: 1ste in 1.53,41 (NR) |
|                 |                      |           |                               |
| Dorian McMenemy | 100m vlinderslag (m) | 41e       | serie 1: 2de in 1.05,78 (NR)  |

Afghanistan · Albanië · Algerije · Amerikaanse Maagdeneilanden · Amerikaans-Samoa · Andorra · Angola · Antigua en Barbuda · Argentinië · Armenië · Aruba · Australië · Azerbeidzjan · Bahama's · Bahrein · Bangladesh · Barbados · België · Belize · Benin · Bermuda · Bhutan · Bolivia · Bosnië en Herzegovina · Botswana · Brazilië · Britse Maagdeneilanden · Brunei · Bulgarije · Burkina Faso · Burundi · Cambodja · Canada · Centraal-Afrikaanse Republiek · Chili · China · Chinees Taipei · Colombia · Comoren · Congo-Brazzaville · Congo-Kinshasa · Cookeilanden · Costa Rica · Cuba · Cyprus · Denemarken · Djibouti · Dominica · Dominicaanse Republiek · Duitsland · Ecuador · Egypte · El Salvador · Equatoriaal-Guinea · Eritrea · Estland · Ethiopië · Fiji · Filipijnen · Finland · Frankrijk · Gabon · Gambia · Georgië · Ghana · Grenada · Griekenland · Groot-Brittannië · Guam · Guatemala · Guinee · Guinee‑Bissau · Guyana · Haïti · Honduras · Hongarije · Hongkong · Ierland · IJsland · India · Indonesië · Irak · Iran · Israël · Italië · Ivoorkust · Jamaica · Japan · Jemen · Jordanië · Kaaimaneilanden · Kaapverdië · Kameroen · Kazachstan · Kenia · Kirgizië · Kiribati · Koeweit · Kroatië · Laos · Lesotho · Letland · Libanon · Liberia · Libië · Liechtenstein · Litouwen · Luxemburg · Macedonië · Madagaskar · Malawi · Maldiven · Maleisië · Mali · Malta · Marshalleilanden · Marokko · Mauritanië · Mauritius · Mexico · Micronesië · Moldavië · Monaco · Mongolië · Montenegro · Mozambique · Myanmar · Namibië · Nauru · Nederland · Nepal · Nicaragua · Nieuw-Zeeland · Niger · Nigeria · Noord-Korea · Noorwegen · Oeganda · Oekraïne · Oezbekistan · Oman · Oostenrijk · Oost-Timor · Pakistan · Palau · Palestina · Panama · Papoea-Nieuw-Guinea · Paraguay · Peru · Polen · Portugal · Puerto Rico · Qatar · Roemenië · Rusland · Rwanda · Saint Kitts en Nevis · Saint Lucia · Saint Vincent en Grenadines · Salomonseilanden · Samoa · San Marino · Sao Tomé en Principe · Saoedi-Arabië · Senegal · Servië · Seychellen · Sierra Leone · Singapore · Slovenië · Slowakije · Soedan · Somalië · Spanje · Sri Lanka · Suriname · Swaziland · Syrië · Tadzjikistan · Tanzania · Thailand · Togo · Tonga · Trinidad en Tobago · Tsjaad · Tsjechië · Tunesië · Turkije · Turkmenistan · Tuvalu · Uruguay · Vanuatu · Venezuela · Verenigde Arabische Emiraten · Verenigde Staten · Vietnam · Wit-Rusland · Zambia · Zimbabwe · Zuid-Afrika · Zuid-Korea · Zweden · Zwitserland · Onafhankelijke atleten